# La Charrette
La Charrette fue durante varias décadas el cine más pequeño en el Reino Unido. Se cerró en febrero de 2008. Una diminuta sala con lugar para 23 plazas, situado en un jardín en la ciudad de Gorseinon, cerca de Swansea, 'La Charrette' (francés para "el carro") fue construido a partir de un vagón de ferrocarril en desuso. Con cortinas de uso manual, 'La Charrette "comenzó a mostrar películas en 1953. El cine fue construido y dirigido por Gwyn Phillips, un electricista que se enamoró de las películas en su juventud, mientras trabajaba como proyeccionista en un principio. Después el señor Phillips murió en 1996, 'La Charrette' se mantiene abierta por su viuda, Rita. 